# Corinna alticeps
Corinna alticeps is een spinnensoort uit de familie van de loopspinnen (Corinnidae).
De wetenschappelijke naam van de soort werd in 1891 als Hypsinotus alticeps gepubliceerd door Eugen von Keyserling.